# Ministero della salute (Russia)
Il Ministero della salute della Federazione russa (in russo Министерство здравоохранения Российской Федерации?, in breve: Минздрав России, translitterato Minzdrav Rossii) è un dicastero del governo russo, con sede a Mosca. È il successore dell'ex Ministero della salute e dello sviluppo sociale. Il ministro in carica dal 2020 è Michail Al'bertovič Muraško.

## Responsabilità
Le sue principali responsabilità includono:
- Sviluppo e attuazione della politica statale nel settore sanitario;
- Sviluppo e implementazione di programmi sanitari federali, incluse iniziative su diabete, tubercolosi, promozione della salute, educazione alla salute, prevenzione delle malattie;
- Elaborazione di progetti legislativi presentabili alla Duma di Stato;
- Gestione delle strutture mediche federali;
- Educazione medica e sviluppo delle risorse umane;
- Monitoraggio epidemiologico e ambientale e statistiche sanitarie;
- Controllo delle malattie infettive;
- Sviluppo delle normative sanitarie;
- Sviluppo di standard federali e raccomandazioni per la garanzia della qualità;
- Sviluppo e implementazione dei programmi sanitari federali
- Controllo e licenza sui farmaci.

## Ministri
| N° | Ministro           | In carica                        | Partito |
| -- | ------------------ | -------------------------------- | ------- |
| 1° | Veronika Skvorcova | (18 Maggio 2018-21 Gennaio 2020) | ind.    |
| 2° | Michail Muraško    | (21 Gennaio 2020-In carica)      | ind.    |